# Свинка (приток Оки)
Свинка — малая река в Алексинском районе Тульской области России, правый приток Оки. Вытекает из небольшого озера в деревне Ладерево, впадает в Оку у восточной окраины Алексина. Длина — 18 км, площадь водосборного бассейна — 56,1 км².

## Данные водного реестра
По данным государственного водного реестра России относится к Окскому бассейновому округу, водохозяйственный участок реки — Ока от города Калуга до города Серпухов, без рек Протва и Нара, речной подбассейн реки — бассейны притоков Оки до впадения Мокши. Речной бассейн реки — Ока.
Код объекта в государственном водном реестре — 09010100812110000021784.